# 六邦映画
六邦映画株式会社（ろっぽうえいが）は、かつて存在した日本の映画会社である。成人映画、とくにいわゆるピンク映画を多く製作・配給した。

## 略歴・概要
1965年（昭和40年）に創立された。当初は、他の製作会社の製作物を配給するところから始まった。同年11月に同社が配給して公開した、深田金之助監督の『血と肉』の「製作」としてクレジットされている小柴芳雄は、元新外映配給の関西営業所長であり、同作を製作した極東映画の代表取締役である。六邦映画の社長の鈴木邦夫は、当時、極東映画の取締役で、のちに常務取締役に就任する。初期にあっては、深田金之助、小川欽也、月森功、新藤孝衛、小林悟らの作品を配給し、1967年（昭和42年）2月21日には、若松孝二監督の『情欲の黒水仙』を公開している。
1968年（昭和43年）からは、向井寛、酒匂真直、武田有生らの作品を多く配給し、1969年（昭和44年）初頭には、創立3周年記念作品として、武田有生の企画・監督によるパートカラー作品『好色一代 無法松』を製作、同年3月公開した。
1972年（昭和47年）からは、武田有生のほか、二宮次郎、松原二郎らの作品を製作・配給、翌1973年（昭和48年）には、若手の久我剛やヴェテランの変名とも言われる秋津隆二の作品に取り組むが、同年11月に公開した、秋津隆二監督の『温泉場 SEX実習』以降の製作および配給作品は、記録に残っていない。同年12月1日に発行された『映画年鑑 1974』には、同社の企業データ等が記載されている。それ以降、1970年代後半の『映画年鑑』には、記載されなくなっており、活動を停止したものとされる。小林が常務取締役を務めた、小柴芳雄の極東映画も同様である。
2008年（平成20年）4月1日には、『奴隷未亡人』（監督渡辺護、1967年）を、米国のシネマエポックが  The Slave Widow のタイトルでDVDビデオグラムによる発売を行なった。サムシング・ウィアード・ヴィデオも、『骨ぬき』（監督福田晴一、1967年）を Boneless のタイトルでDVDビデオグラムによる発売を行っている。
2012年（平成24年）7月現在、東京国立近代美術館フィルムセンターは、『肌香の熱風』（監督新藤孝衛、1966年）『おんな泣かせ』（監督酒匂真直、1967年）、『情欲の黒水仙』（監督若松孝二、同年）、『ひもつき処女』（監督酒匂真直、1968年）、『女のうれし泣き』（監督武田有生、同年）の5作品の上映用プリント等を所蔵している。かつて同社が所在した日本橋通2-6（現在の中央区日本橋3-3-14）の「大木ビル」は現存する。

## 企業データ
- 所在地 : 東京都中央区日本橋通2-6（現在の中央区日本橋3-3-14）大木ビル
- 事業内容 : 映画の製作および配給
- 代表者 : 鈴木邦夫

## フィルモグラフィ
文化庁「日本映画情報システム」、および日本映画データベース、インターネット・ムービー・データベースに掲載されている同社製作・配給作品の一覧である。特筆以外はすべて「製作・配給」である。
1965年
- 『血と肉』 : 製作小柴芳雄、監督深田金之助、出演加山恵子、製作極東映画、1965年11月公開 - 配給
- 『娼婦真紀子抄 砂の女』 : 監督深田金之助、出演藤三恵子、製作創作8プロダクション、1965年11月成人映画指定 - 配給

1966年
- 『穴場』 : 監督小川欽也、出演奈加喜美、1966年4月成人映画指定
- 『女の玩具』 : 監督月森功、主演火鳥こずえ、製作東京プロダクション、1966年5月公開 - 配給
- 『肌香の熱風』 : 製作原田博幸、企画新船澄孝、監督新藤孝衛、出演絵麻アキ、製作青年芸術映画協会、1966年8月公開 - 中映と共同で配給[11]
- 『女の反応』 : 監督小林悟、出演飛鳥公子、製作東京プロダクション、1966年11月成人映画指定 - 配給
- 『痴情の診断書』 : 監督新藤高守（新藤孝衛）、出演松井康子・絵麻アキ、1966年12月公開

1967年
- 『みだれ髪』 : 製作川崎寿二、監督小林悟、出演松井康子・清水世津、製作大興映画、1967年1月21日公開 - 配給
- 『情欲の黒水仙』 : 企画・製作・監督若松孝二、助監督沖島勲、脚本大谷義明（大和屋竺）、出演向井まり（向井マリ）・寺島幹夫・津崎公平、製作若松プロダクション、1967年2月21日公開 - 配給[12]
- 『女あさり』 : 監督向井寛、主演内田高子、製作日本芸術協会、1967年4月15日公開 - 配給
- 『札つき処女』 : 監督酒匂真直、出演美矢かほる、1967年5月16日公開
- 『あばずれの悦楽』 : 監督小林悟、出演松井康子、1967年5月成人映画指定
- 『いろの道づれ（英語版）』 : 監督向井寛、出演左京未知子、配給ムービー配給社（関東ムービー配給社）、1967年7月2日公開 - 製作
- 『奴隷未亡人』 : 監督渡辺護、出演辰巳典子、製作中央映画、1967年7月11日公開 - 配給
- 『骨ぬき』 : 監督福田晴一、出演美矢かおる、1967年9月12日公開
- 『おんな泣かせ』 : 監督・脚本酒匂真直、出演美矢かおる・大月れい子（大月麗子）、1967年10月24日公開[13]
- 『続・みだれ髪 肌色じかけ』 : 監督福田晴一、出演千月のり子、1967年11月7日公開
- 『濡れ場』 : 監督・脚本酒匂真直、出演中山美理、製作中央プロダクション、1967年12月11日公開 - 配給

1968年
- 『肉体の契約書』 : 監督渡辺護、出演林美樹、製作渡辺プロダクション、1968年5月公開 - 配給
- 『女のうれし泣き』 : 製作・企画結城眞吾、監督武田有生、主題歌小代一夫（作詞作曲武田有生、編曲吉村康）、出演辰巳典子・乱孝寿、1968年8月公開 [14]
- 『ひもつき処女』 : 製作山上修、監督酒匂真直、出演麻生久美・清水世津、1968年8月公開 [15]
- 『女のたこ部屋』 : 監督武田有生、出演辰巳典子、1968年10月公開
- 『夜の寄生虫』 : 監督沢賢介、1968年10月公開
- 『女医残酷日記』 : 監督向井寛、出演相原香織・渚マリ、製作中央映画/六邦映画、1968年11月公開 - 配給
- 『日本性犯罪史 白昼の暴行鬼』 : 監督酒匂真直、出演林美樹・辰巳典子、1968年11月公開
- 『もち肌くずれ』 : 監督福田晴一、出演清水世津、1968年公開
- 『とこ惚れ』 : 監督酒匂真直、1968年公開
- 『不見転処女』 : 監督酒匂真直、出演安田トモ子、1968年公開

1969年
- 『素肌の密戟』 : 監督武田有生、出演辰巳典子・大月麗子/ハニー・レーヌ、1969年2月公開
- 『好色一代 無法松』 : 企画・監督武田有生、主題歌小代一夫、出演港雄一・辰巳典子、1969年3月公開（映倫番号15765）
- 『ペテン師と極道女』 : 監督沢賢介、1969年4月公開
- 『情事の後始末』 : 監督酒匂真直、出演珠瑠美、1969年5月公開
- 『競艶おんな極道 色道二十八人衆』 : 監督武田有生、出演珠瑠美・林美樹・辰巳典子、1969年6月公開
- 『フーテン処女』 : 監督酒匂真直、出演珠瑠美、1969年7月公開
- 『まくらの悪戯』 : 監督酒匂真直、出演珠瑠美、製作プロモーション企画、1969年9月公開 - 配給
- 『情怨のおとし穴』 : 監督武田有生、1969年公開
- 『濡れた秘事 女高生体験記』 : 監督武田有生、出演高島和子、1969年公開
- 『よろめきの秘体』 : 監督武田有生、出演辰巳典子、1969年公開

1970年
- 『痴漢の復讐』 : 監督武田有生、1970年1月公開
- 『日本暴行暗黒史』 : 監督若松孝二、出演辰巳典子、配給新三和、1970年12月公開 - 製作

1971年
- 『女高生セックス(秘)日誌』 : 監督樹直樹、1971年1月公開
- 『人生寝わざ日記』 : 監督武田有生、1971年2月公開
- 『好色日本性豪夜話』 : 監督頭師厳、1971年3月公開
- 『性輪廻 死にたい女』 : 監督企画・製作・監督若松孝二、助監督吉積め組・三枝博之、脚本出口出（足立正生）、出演島絵梨子、製作若松プロダクション、1971年4月公開 - 配給
- 『セックス色極道』 : 監督頭師巌、1971年5月公開
- 『性蝕鬼』 : 監督武田有生、1971年6月公開
- 『指のいたずら』 : 監督武田有生、1971年7月公開
- 『つぼ地獄』 : 監督武田有生、1971年10月公開
- 『セックス色と欲』 : 監督武田有生、1971年11月公開
- 『女高生(禁)売春の群れ』 : 監督武田有生、1971年12月公開

1972年
- 『寝室のテクニック』 : 監督武田有生、1972年1月公開
- 『狂ったセックス』 : 監督二宮次郎、1972年2月公開
- 『性宴風俗史』 : 監督野上正義、1972年3月公開
- 『現代浮気性談』 : 監督二宮次郎、1972年4月公開
- 『寝とられた性』 : 監督松原次郎（松原二郎）、1972年5月公開
- 『残酷紅肌地獄』 : 監督武田有生、1972年6月公開
- 『男の喰いもの』（『男は喰いもの』） : 監督千曲央考、出演芹河美奈・青山美沙、1972年8月公開
- 『性遊記』 : 監督武田有生、1972年9月公開
- 『女子学生 性の乱れ』 : 監督武田有生、1972年10月公開
- 『SEX責め道具』（『セックス責め道具 』） : 監督小川卓寛（小川欽也）、1972年12月公開

1973年
- 『猟奇 色情絵図』 : 監督松原二郎、1973年1月公開
- 『裸妻 性の告白』 : 監督松原二郎、1973年2月公開
- 『女高生(秘)性春のうずき』 : 監督円城寺克己、1973年3月公開
- 『スケコマシの掟　SEX放浪記』 : 監督小川卓寛、1973年4月公開
- 『いろ包丁』 : 監督姿良三（小川欽也）、1973年5月公開
- 『性の完全犯罪』 : 監督久我剛、1973年6月公開
- 『パンティ大作戦』 : 監督久我剛、1973年7月公開
- 『さすらいの悶え』 : 監督秋津隆二、1973年8月公開
- 『性のピンチ』 : 監督秋津隆二、1973年9月公開
- 『温泉場 SEX実習』 : 監督秋津隆二、1973年11月公開